# Phrurolithus szilyi
Phrurolithus szilyi är en spindelart som beskrevs av Herman 1879. Phrurolithus szilyi ingår i släktet Phrurolithus och familjen flinkspindlar. Inga underarter finns listade i Catalogue of Life.